# Раґханатх Рао
Раґганатг Рао (маратхі: रघुनाथराव, 18 серпня 1734 — 11 грудня 1783) — 10-й пешва держави маратхів у 1773—1774 роках.

## Життєпис
Походив з династії пешв Бхаті. Син Баджі Рао I. Під час володарювання свого брата Баладжі Баджі Рао відзначився як здібний військовий очільник. У 1753—1754 роках разом з маратхами з родів Холкарів та Скіндія скинув з трону падишаха Ахмад-шаха Бахадура. До 1760 року розширив імперію Маратха до Пешавара. Під час вторгнення до Індії афганського війська на чолі з Ахмед-шахом Абдалі запропонував очолити військо проти цих загарбників, але дістав відмову. Тому не брав участь у битві при Паніпаті 1761 року.
Після смерті свого брата того ж 1761 року мав намір отримати посаду пешви. Втім, її зайняв його небіж Мадхав Рао I. З цього моменту Раґганатг став інтригувати проти останнього у 1762 році зірвав спільний похід до Карнатаки. Потім підступно захопив Мадхав Рао й оголосив себе регентом. Втім, спроба Раґганатг Рао укласти мир з нізамами Хайдарабаду призвела до послаблення позицій маратхів у Декані. Перемога його небожа у 1763 році при Ауранґабаді над військами Хайдарабада призвела до повалення уряду Раґганатг Рао.
Тоді він у 1766 році рушив на північ з метою відновити панування маратхів у до Пенджабу. Втім війну вів мляво. у 1767 році, довідавшися про похід Мадхав Рао проти Майсуру, вирушив на Пуну, але зазнав поразки й до 1772 року (смерті Мадхав Рао) перебував під домашнім арештом.
У 1772 році отримує свободу й призначається регентом при малому пешві Нараян Рао, якого у 1773 році наказав вбити. Тоді ж Раґганатг Рао стає пешвою. Втім, його дії викликали невдоволення впливових маратхів. У 1774 році Раґганатг Рао було скинуто групою так званих «Дванадцяти» на чолі з Наною Фарнавішем.
У 1775 році Раґганатг утікає до Сурату, де підписує з британцями угоду, згідно з якою в обмін на о. Салсет, порт Бассейн отримує підтримку військ для повернення своєї влади. Це викликає Першу англо-маратхську війну. Війна велася зі змінним успіхом, проте побоюючись успіхів Майсуру (в цей час британці воювали з Гайдаром Алі), двір пешви (дарбар) у 1781 році вирішив укласти мир з Британською Ост-Індійською компанією. За ним британці отримували переходив острів Салсет, навзаєм вони відмовлялися підтримувати Раґганатга Рао. Останні роки він прожив на пенсію, що сплачувала Британська Ост-Індійська компанія.

## Родина
Дружина — Анаді Баї.
Діти:
- Баджі Рао (1775—1851), пешва у 1796—1818 роках
- Чимаджі Рао
- Амрут Рао